# Günther Maaß (Fußballspieler)
Günther Maaß (* 8. Mai 1940) ist ein ehemaliger deutscher Fußballspieler. Von 1966 bis 1968 absolvierte er in der deutschen Fußballnationalmannschaft der Amateure elf Länderspiele. In der Debütsaison der damals zweitklassigen Fußball-Regionalliga Süd, 1963/64, war Maaß in 36 Ligaspielen (1 Tor) für Borussia Fulda überwiegend als Verteidiger aktiv.

## Laufbahn

### Vereine
Bei den Schwarz-Roten von Borussia Fulda sammelte Maaß bereits mit 20 Jahren erste Erfahrungen im höheren Ligafußball: er gehörte bereits 1960/61 dem Kader von Fulda in der damals zweitklassigen 2. Liga Süd an. Die letzten drei Jahre vor der neuen Ligaeinteilung ab 1963/64 in die eingleisige zentrale Bundesliga und deren Unterbau mit fünf Regionalligen spielte das Team mit dem Studenten Günther Maaß in der 2. Liga Süd. Fulda maß sich in diesen drei Jahren mit Gegnern wie BC Augsburg, Schwaben Augsburg, Hessen Kassel, Freiburger FC, Stuttgarter Kickers, Ulm 1846, 1. FC Pforzheim, FSV Frankfurt, ESV Ingolstadt, SV Waldhof und Darmstadt 98.
Im Debütjahr der zweitklassigen Fußball-Regionalliga Süd, 1963/64, war Fulda neben vorherigen Oberliga-Größen wie FC Bayern München, Kickers Offenbach, VfR Mannheim, FC Schweinfurt 05, SpVgg Fürth, Bayern Hof und dem SSV Reutlingen ebenfalls in der süddeutschen Zweitklassigkeit vertreten. Zum Rundenstart gab es gegen Ingolstadt (1:1) und Hof (0:0) zwei Unentschieden, ehe man am 18. August 1963 beim Meisterschaftsfavoriten FC Bayern München antrat. Vor 14.000 Zuschauern ertrotzte der Außenseiter im Stadion an der Grünwalder Straße gegen das Team von Trainer Zlatko Čajkovski mit Sepp Maier, Adolf Kunstwadl, Werner Olk, Karl Borutta, Heinz Ostner, Herbert Erhardt, Norbert Wodarzik, Rainer Ohlhauser, Dieter Brenninger, Werner Ipta und Jakob Drescher ein überraschendes 3:3-Remis. Der 2:0-Auswärtserfolg am 27. Oktober 1963 bei Kickers Offenbach war ebenfalls ein Ergebnis, welches Fulda vorher nicht zugetraut worden war. Maaß, überwiegend als rechter Verteidiger im damaligen WM-System zum Einsatz gebracht, spielte wie seine Mannschaftskameraden Theo Diegelmann (Torhüter), Kurt Deckert, Paul Odenwald, Manfred Klimek, Peter Büttner, Hans-Jürgen Himmelmann, Peter John, Bernd Zimmer, Kurt Kraus, Bernd Windhausen und Edi Zaczyk eine gute Hinrunde. In der Rückrunde brach Fulda aber ein und stieg in der 20er-Staffel als 18. mit 26:50 in das Amateurlager ab. Maaß hatte in 36 RL-Einsätzen (1 Tor) unter Trainer Lothar Schröder seine Defensivqualitäten unter Beweis gestellt und setzte auch in der Hessenliga bei Fulda seine Laufbahn fort.
In drei Runden (1964/65 bis 1966/67) glückte dem Verein aber die Rückkehr in die Regionalliga Süd nicht. Dass die persönliche Leistung von Maaß weiterhin herausragte, macht zu einem seine Berufung in die hessische Amateurauswahl im Wettbewerb um den Länderpokal 1966/67 und zum anderen sein Debüt in der deutschen Amateurnationalmannschaft im Dezember 1966 deutlich.
Zur Saison 1967/68 schloss sich Maaß dem VfR Pforzheim in der 1. Amateurliga Nordbaden an. Die Saisonerwartungen des Vereins mit der Rückkehr in die Regionalliga konnten aber auch nicht durch die Zugänge von Walter Kitter und Maaß realisiert werden. Die Mannschaft belegten am Rundenende lediglich den achten Rang.

### Auswahlmannschaften
Nachdem Maaß im Länderpokalwettbewerb 1966 mit der Vertretung von Hessen im Februar 1966 in Siegen am späteren Pokalsieger Westfalen (0:0 n. V.; Losentscheid für Westfalen) gescheitert war, führte der Weg 1967 mit der Hessenauswahl bis ins Finale. Das fand am 15. Mai 1967 in Viernheim gegen die Vertretung von Nordbaden mit Trainer Herbert Widmayer statt. Maaß agierte als „hängender Rechtsaußen“ und verstärkte das Mittelfeld der Hessen. Im Angriff setzte man auf die Dribbelkunst des jungen Bernd Hölzenbein von Eintracht Frankfurt. Herbert Widmayer, der Trainer von Nordbaden, hatte mit dem 20-fachen Amateurnationalspieler Horst Kunzmann seinen verlängerten Arm im Mittelfeld und Mittelläufer Walter Kitter verwandelte in der 77. Minute einen Freistoß zum 2:1-Endstand für Nordbaden.
Bereits in der Hinrunde 1966/67 war Maaß in einem inoffiziellen Länderspiel der Amateurnationalmannschaft am 17. August 1966 in Neu-Isenburg gegen Japan bei einem 2:0-Erfolg der DFB-Elf zum Einsatz gekommen. Er kam bei diesem Testspiel in der 2. Halbzeit für Erhard Ahmann als rechter Verteidiger zum Zuge. Im letzten Spiel von DFB-Trainer Dettmar Cramer debütierte Maaß am 7. Dezember 1966 im Stadion Oberwerth in Koblenz beim Länderspiel gegen Jugoslawien in der deutschen Amateurnationalmannschaft. Das Spiel fand im Rahmen des UEFA-Amateur-Cups statt und war die letzte Begegnung in der Gruppe 3. Mit einem Sieg wären die DFB-Amateure Gruppensieger geworden. Vor 9.000 Zuschauern lief Maaß als „taktischer Linksaußen“ auf. In der zweiten Halbzeit ging die DFB-Elf dreimal durch Dieter Zettelmaier (62.), Kunzmann (77.) und Birkhold (87.) in Führung, aber Jugoslawien schaffte noch das 3:3 zum Endstand. Damit hatten die Türkei, Deutschland und Jugoslawien jeweils 4:4 Punkte; mit dem besseren Torverhältnis (3:2) zog die Türkei in die Endrunde ein.
Am 12. April 1967 kam Maaß unter dem neuen DFB-Trainer für die Amateure, Udo Lattek, zu seinem zweiten Länderspieleinsatz. Die DFB-Auswahl gewann in Gladbeck mit 4:0 gegen die Niederlande. Maaß bildete mit Dieter Zorc und Rainer Stiller die Läuferreihe. In der Hinrunde 1967/68 waren für die DFB-Amateure die zwei Olympiaqualifikationsspiele im Oktober und November 1967 gegen Großbritannien der sportliche Höhepunkt. Nach seinem Wechsel von Fulda nach Pforzheim wurde Maaß nach diversen Vorbereitungslehrgängen – in fünf Lehrgängen bekam DFB-Trainer Lattek seine Amateure insgesamt 17 Tage zusammen – am 20. September 1967 in Regensburg gegen Österreich (0:0) zum dritten Mal in der Amateurauswahl eingesetzt. Vor Torhüter Friedhelm Schulte (Wattenscheid 09) bildete das Verteidigerpaar Erhard Ahmann (Lüner SV) und Dieter Mietz (Wattenscheid 09), sowie die Läuferreihe mit Kitter (VfR Pforzheim), Egon Schmitt (Kickers Offenbach) und Maaß die Defensivformation. Maaß kam in beiden OS-Qualifikationsspielen zum Einsatz: Am 25. Oktober in Augsburg bei der 0:2-Niederlage wie auch beim 1:0-Erfolg im Rückspiel am 8. November in Hendon. Der ab April 1967 als Schön-Assistent fungierende Lattek hatte das Ziel der Qualifikation für die Olympiade 1968 in Mexiko mit seiner Mannschaft verfehlt.
Am 27. Dezember 1967 begann auf dem Rhein-Main-Flughafen in Frankfurt am Main eine Reise durch Asien. Ursprünglich als Belohnung für die übersprungene Olympiahürde gedacht, wurden die 23 Asien-Tage jetzt als Aufbaustation einer neuen Amateurnationalmannschaft betrachtet. Maaß gehörte dem Spielerkader des DFB für die Asienreise an. Er kam in den Länderspielen gegen Burma (0:0), Thailand (1:0), Hongkong (1:0), Philippinen (4:0) und Japan (1:0) zum Einsatz, jeweils als rechter Außenläufer. Sein 11. und letztes Amateurländerspiel bestritt Maaß beim ersten Länderspiel nach der Asienreise am 20. März 1968 in Grieskirchen bei Wels gegen Österreich; das Spiel ging mit 0:2 verloren.
Bei Bitter werden für Maaß noch sieben Studentennationalspiele aufgeführt.